# Fleutiauxia rufipennis
Fleutiauxia rufipennis là một loài bọ cánh cứng trong họ Chrysomelidae. Loài này được Yang miêu tả khoa học năm 1993.